# 巨野煤田
巨野煤田位于山东巨野。东西长12—20公里、南北长80公里、总面积960平方千米。已探明的总储量约55.7亿吨。主要煤藏是焦煤、肥煤，具有低灰分、高热值、低含硫等特点，是山东最大的煤田。